# Altar de Atenea Polias
El Altar de Atenea Polias se halla en la Acrópolis de Atenas, al este del Antiguo templo de Atenea. Fue erigido en honor de Atenea Polias  y Erecteo, rey de Atenas (hijo de Pandión I). 
Los cimientos del altar fueron colocados en 525 a. C. por los hijos del dictador ateniense Pisístrato, pero es posible que se superpusieran a un templo anterior construido entre 599 y 550 a. C.  Se encontraba dentro de un estrecho templo sobre un frontón de mármol que representaba batallas entre dioses y gigantes. Las imágenes de Atenea se muestran dominantes y victoriosas entre los ejércitos de los dioses.
Tenía escalones y medía aproximadamente 8,5 m de profundidad.
Solo se conserva la base del altar, que fue utilizado por diversos templos de los que se edificaron sucesivamente en el centro de la Acrópolis. En él se realizaban cultos en honor de los dioses, ofreciéndose sacrificios de animales.